# Zentrale des Bundesnachrichtendienstes

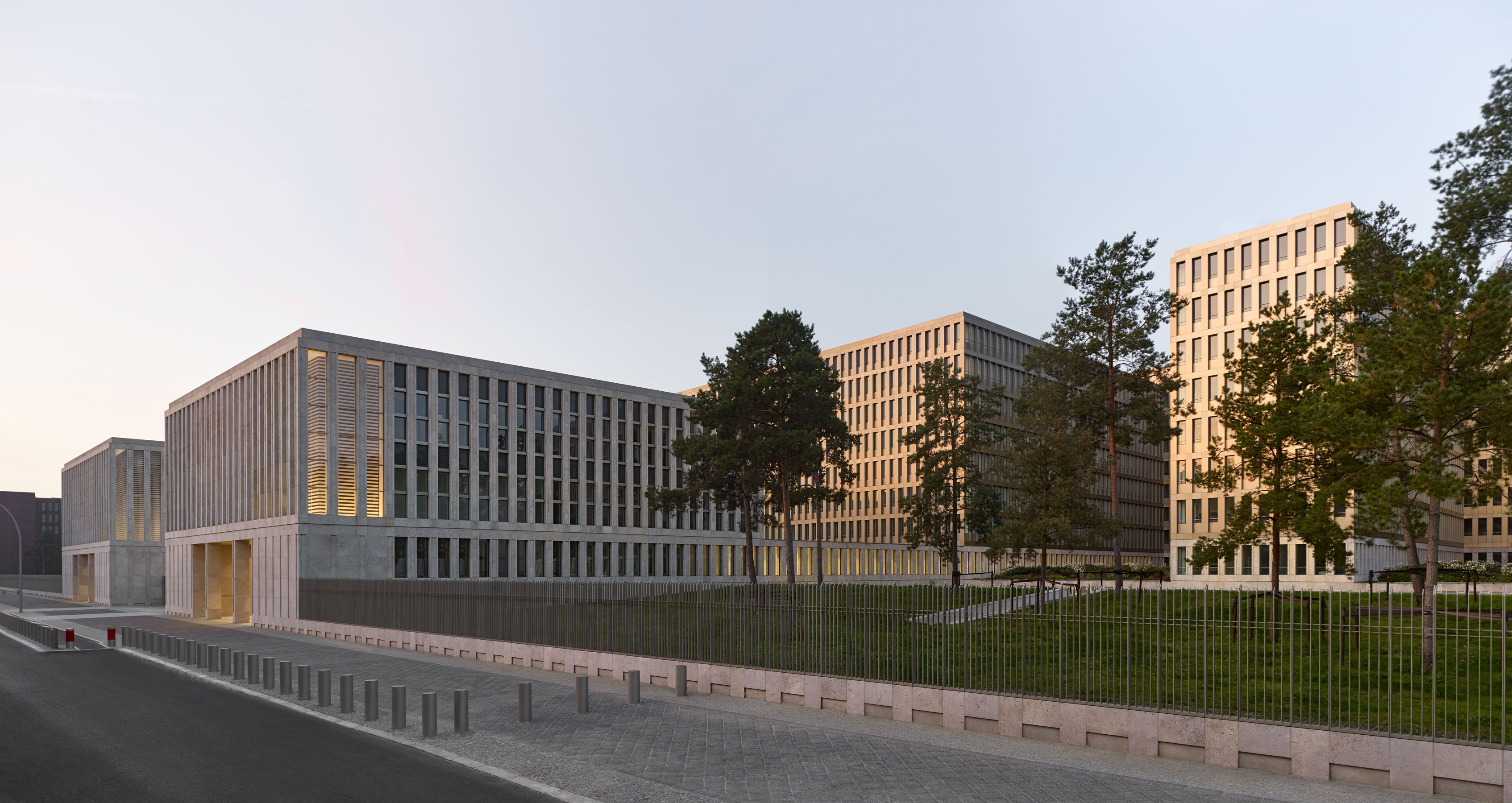
Zentrale des Bundesnachrichtendienstes in Berlin-Mitte

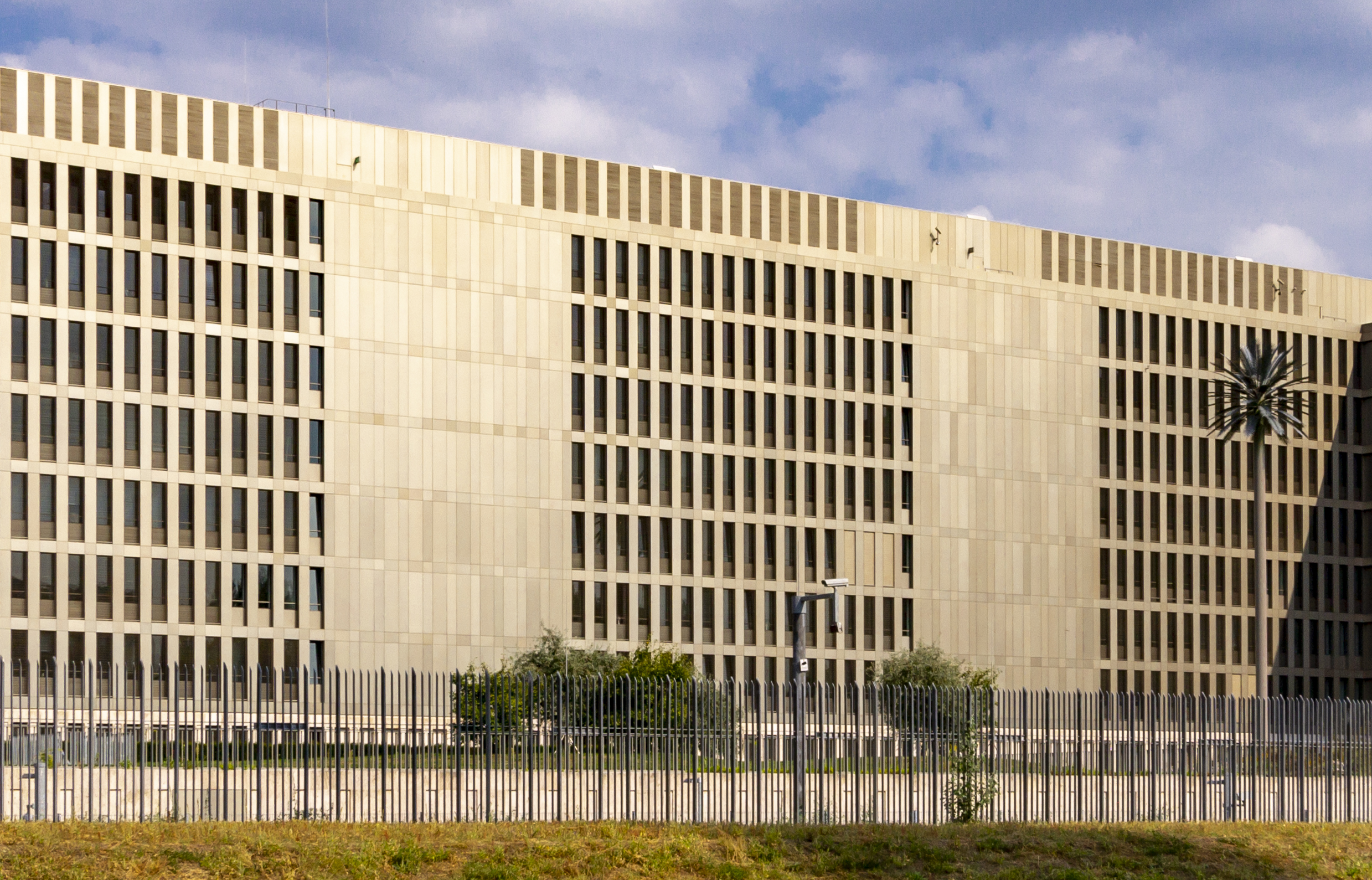
Blick vom Grünzug an der Südpanke

Die Zentrale des Bundesnachrichtendienstes ist ein Gebäudekomplex im Berliner Ortsteil Mitte in der Chausseestraße 96–99a und der Hauptsitz des Bundesnachrichtendienstes (BND). Die Zentrale war das größte Bauprojekt der Bundesrepublik Deutschland seit deren Bestehen, nach dem Flughafen Tempelhof das zweitgrößte Gebäude Berlins und ist der größte Hauptsitz eines Nachrichtendienstes der Welt, etwas größer als das George Bush Center for Intelligence der Central Intelligence Agency (CIA) in Langley. Es besteht aus drei Bauteilen, die jeweils von unterschiedlichen Architekten entworfen wurden.

## Geschichte
Das Gelände der heutigen Zentrale lag ursprünglich am Rande des sogenannten Feuerlandes. Auf dem Areal wurde 1820 ein Exerzierplatz angelegt. Mitte des 19. Jahrhunderts entstand die Kaserne des Garde-Füsilier-Regiments, genannt Maikäferkaserne. Hans Leip, der 1915 dort stationiert war, dichtete in der Wachstube den Text des bekannten Soldatenliedes Lili Marleen. Nach dem Ersten Weltkrieg nutzte die Berliner Polizei die Kaserne sowie den Exerzierplatz und errichtete hier 1929 das Polizeistadion. Im Zweiten Weltkrieg wurden die Gebäude der Kaserne weitgehend zerstört. Aus Anlass der III. Weltfestspiele der Jugend und Studenten ließ die Deutsche Demokratische Republik auf dem Areal aus Trümmerschutt das Walter-Ulbricht-Stadion errichten, das 1973 in Stadion der Weltjugend umbenannt wurde. Nach seinem Abriss ab 1992 sollten dort Bauten für die Olympischen Spiele 2000 entstehen, für die sich Berlin beworben hatte. Nach dem Scheitern der Olympiabewerbung diente das freie Gelände bis 2006 verschiedenen breitensportlichen Zwischennutzungen.
Die Standortentscheidung fiel 2004, um den BND-Hauptsitz in Pullach nach Berlin zu verlegen. 2004/2005 wurde das Vergabeverfahren mit integriertem Architekturwettbewerb durchgeführt. Im Dezember 2004 wählte ein Preisgericht den Entwurf des Architekturbüros Kleihues + Kleihues für den Masterplan und das Hauptgebäude aus. Auf Platz 2 kamen Henn Architekten, München/Berlin, auf Platz 3 Hilmer Sattler Architekten Ahlers Albrecht, Berlin/München, und auf Platz 4 ASP Schweger Assoziierte, Gesamtplanung, Hamburg. Ohne Platzierung am Wettbewerb teilnahmen KSP Jürgen Engel Architekten, Frankfurt am Main, und Gerkan, Marg und Partner, Hamburg.
Im August 2005 kaufte der Bund das Grundstück vom Land Berlin zum Preis von 66,67 Millionen Euro. Bauherr des Vorhabens war die Bundesanstalt für Immobilienaufgaben (BImA), Planung und Baudurchführung oblagen dem Bundesamt für Bauwesen und Raumordnung (BBR).
Mit der schrittweisen Übernahme der zentralen Lagebearbeitung für das Bundesministerium der Verteidigung und die Bundeswehr wurden beim BND 270 Dienstposten neu eingerichtet. Weitere Mitarbeiter für das Zentrum für Nachrichtenwesen der Bundeswehr, in Grafschaft-Gelsdorf bei Bonn im bisherigen Dienst, sollten deshalb in die Zentrale nach Berlin wechseln.
Im Mai 2008 wurde der Grundstein für das Hauptgebäude gelegt, im November 2008 für die Nordbebauung. Das Richtfest des Hauptgebäudes war im März 2010. Der Baubeginn der Südbebauung erfolgte 2012. Im November 2013 wurde die Nordbebauung übergeben, die Gesamtliegenschaft im November 2016.
Am 29. November 2016 wurde die gesamte Liegenschaft an die Bundesanstalt für Immobilienaufgaben, zur Vermietung an den BND, übergeben.
Die für 4000 Beschäftigte ausgelegte Zentrale des BND wurde zwischen 2014 und 2018 bezogen und zunächst mit rund 3200 Mitarbeitern belegt. Am 8. Februar 2019 wurde der Gebäudekomplex dann offiziell durch den BND eröffnet.
Die Kosten für den Bau der BND-Zentrale beliefen sich auf über eine Milliarde Euro, womit sie zum Zeitpunkt ihrer Errichtung das größte Bauprojekt der Bundesrepublik Deutschland seit deren Bestehen war.

## Gesamtensemble
Das Gesamtensemble der Zentrale im Berliner Bezirk Mitte wurde nach einem Masterplan der Architekten Kleihues + Kleihues gestaltet. Es hat eine Brutto-Grundfläche von 260.000 Quadratmetern und einen Brutto-Rauminhalt von 850.000 m³. In der Gesamtliegenschaft wurden 20.000 Tonnen Stahl und 135.000 m³ Beton verbaut. Sie hat 5.200 Räume, 8.000 Innentüren, 14.000 Fenster und 20.000 Leuchten. Insgesamt sind 80.000 km Kabel verlegt worden und 20.000 km Glasfaserkabel.

## Hauptgebäude
Das von den Architekten Kleihues + Kleihues entworfene Hauptgebäude mit den Hausnummern Chausseestraße 97 und 98 ist nach dem Flughafen Tempelhof das größte Gebäude Berlins. Es ist insgesamt 270 Meter lang, 160 Meter breit und 30 Meter hoch. Lange Flure ziehen sich hindurch, von denen kleine funktionale Büros für je zwei Mitarbeiter abgehen. Darin stehen höhenregulierbare Schreibtische. Jeder Mitarbeiter hat zwei PCs. Einer dient der normalen Kommunikation, der zweite ist mit dem internen Netz verbunden.
Die Ikonographie des Gebäudes veranlasste Niklas Maak, Feuilletonist der Frankfurter Allgemeinen Zeitung, zu folgendem Vergleich:

„[…] die Gebäudeteile sehen auch aus wie eine etwas ratlos Spalier stehende Versammlung überdimensionierter, riesenhafter PC-Gehäuse, in deren gigantischen Laufwerken alles gespeichert wird, was überhaupt speicherbar ist. […]“

## Nordbebauung

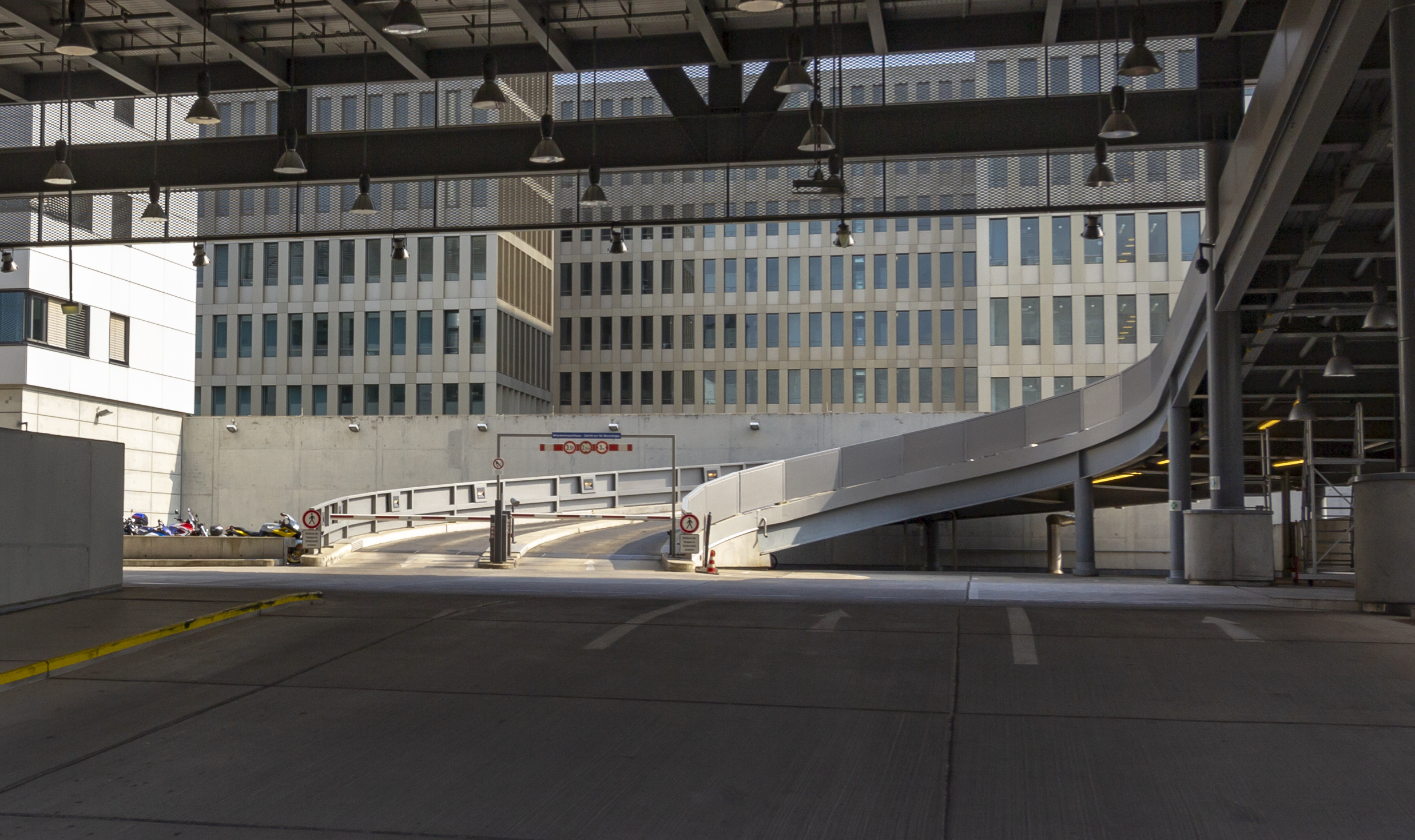
Einfahrt zur Parkgarage in der Nordbebauung

In der Nordbebauung mit der Adresse Chausseestraße 96 befindet sich die Technik- und Logistikzentrale mit Blockheizkraftwerk. Sie wurde im November 2013 von der Bundesanstalt für Immobilienaufgaben an den BND übergeben und im März 2014 von den ersten Mitarbeitern bezogen. Das Gebäude, dessen Baubeginn 2008 war, hat eine Brutto-Grundfläche von 60.000 m², eine Nutzfläche von 19.000 m² und wurde von den Architekten Henn unter Mitwirkung des Büros Hilmer & Sattler und Albrecht errichtet. Über die Sicherheitsschleuse in der Nordbebebauung erfolgt die zentrale Ver- und Entsorgung. Imtech übernahm mit einem Gesamtvolumen von 140 Millionen Euro für einen Zeitraum von 15 Jahren die Wärme-, Kälte- und Stromversorgung der Liegenschaft.

## Südbebauung
Die Südbebauung an der Habersaathstraße wurde 2011 begonnen und 2016 fertiggestellt. Die Brutto-Grundfläche beträgt 19.000 m² und die Nutzfläche 9.500 m².
Am 12. Juli 2005 wurde nach einem offenen Bewerberauswahlverfahren in einem begrenzt-offenen, anonymen Realisierungswettbewerb 30 Architekturbüros eingeladen, einen Entwurf für die Südbebauung einzureichen, der sich in den bestehenden Masterplan von Kleihues + Kleihues einfügt. Am 10. Februar 2006 fiel das Preisgericht seine Entscheidung zugunsten des Architekturbüros Lehmann aus Offenburg. Auf den zweiten Platz kamen Mahler Günster Fuchs aus Stuttgart, auf den dritten Platz Claus Neumann Architekten aus Berlin und auf den vierten Platz Anderhalten Architekten, ebenfalls aus Berlin. Weitere Entwürfe wurden eingereicht von Farwick + Grote, Ahaus, LAI Lanz Architekten und Generalplaner, Berlin/München sowie Glück + Partner, Stuttgart.

### Ausbildungszentrum

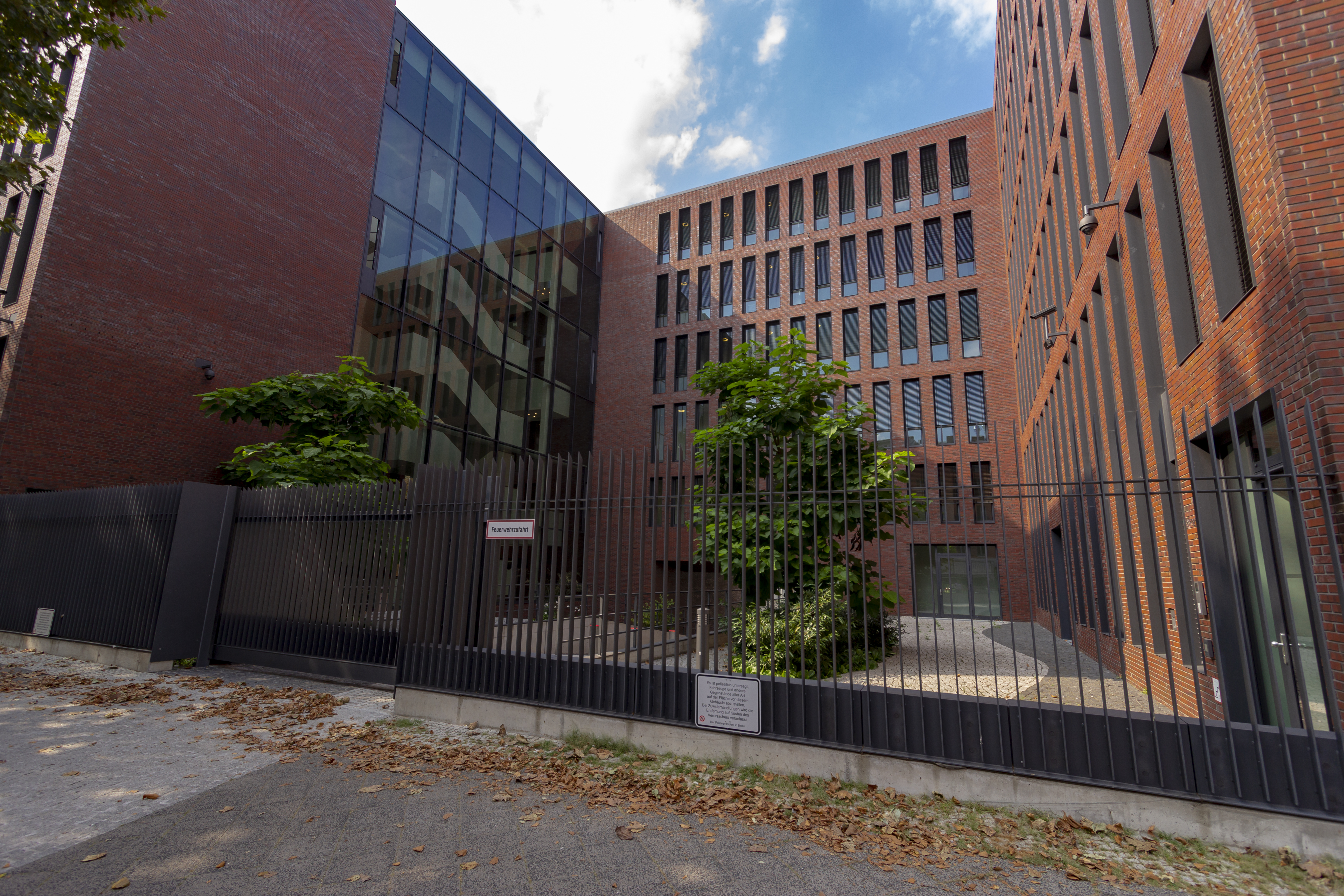
Zentrum für nachrichtendienstliche Aus- und Fortbildung

In der Südbebauung befindet sich das Zentrum für Nachrichtendienstliche Aus- und Fortbildung (ZNAF), einem Gemeinschaftsprojekt von BND und Bundesamt für Verfassungsschutz (BfV). Neben Werkstätten und Chemielaboren stehen 110 Internat-Apartments zur Verfügung.

### Besucherzentrum

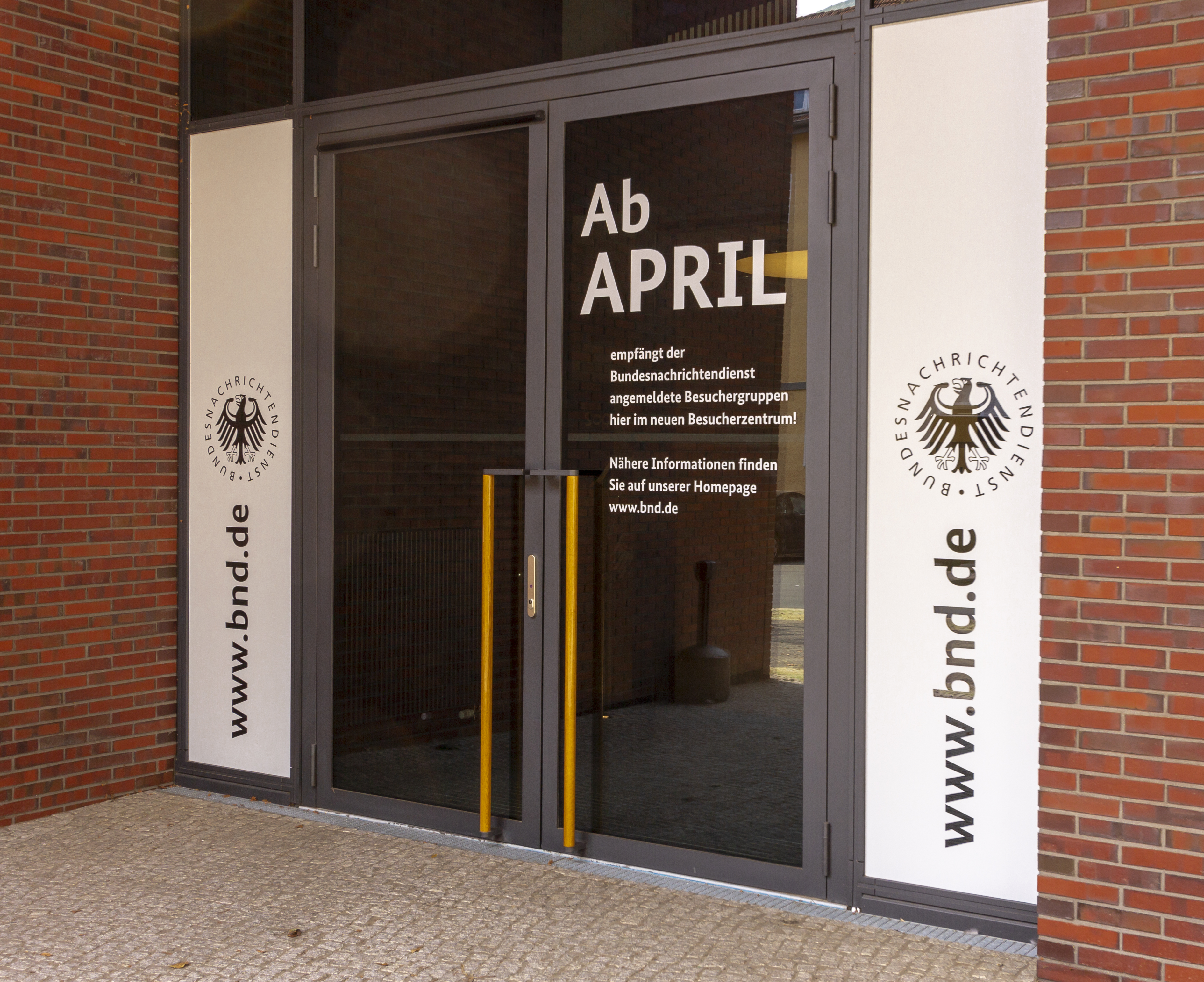
Eingang zum Besucherzentrum

Das BND-Besucherzentrum mit der Hausnummer Chausseestraße 99a liegt an der Habersaath- Ecke Chausseestraße. Es wurde im April 2019 für angemeldete Besuchergruppen eröffnet. Seit Anfang November 2019 ist eine multimediale und interaktive Ausstellung hinzugetreten. Seit 2024 ist keine Anmeldung mehr erforderlich und individuelle Besucher können das Zentrum besuchen. Auf 400 Quadratmetern verteilt auf zwei Etagen können jährlich 15.000 Besucher empfangen werden. Der BND informiert dort über seinen Auftrag, seine Arbeit und seine Kontrolle. Mit mehr Offenheit möchte er Ressentiments gegenüber seiner Arbeit abbauen und neue Mitarbeiter werben. Zu den mehr als 120 ausgestellten Exponaten zählen eine Sprengstoffweste, eine schultergestützte Boden-Luft-Rakete, eine Gaszentrifuge, Verbringungsmittel wie die Handtasche von Gabriele Gast, die BND-Akte von Erich Honecker und eine Maschinenpistole von Reinhard Gehlen. Als Methoden der Nachrichtenbeschaffung werden die Führung von Quellen und die Auswertung von mit Aufklärungssatelliten gewonnenen Bildern am Beispiel Nordkoreas erläutert. Als Aufklärungsziele werden der internationale Terrorismus, Cyberattacken, illegale Migration und Waffenhandel genannt.

## Kunst am Bau

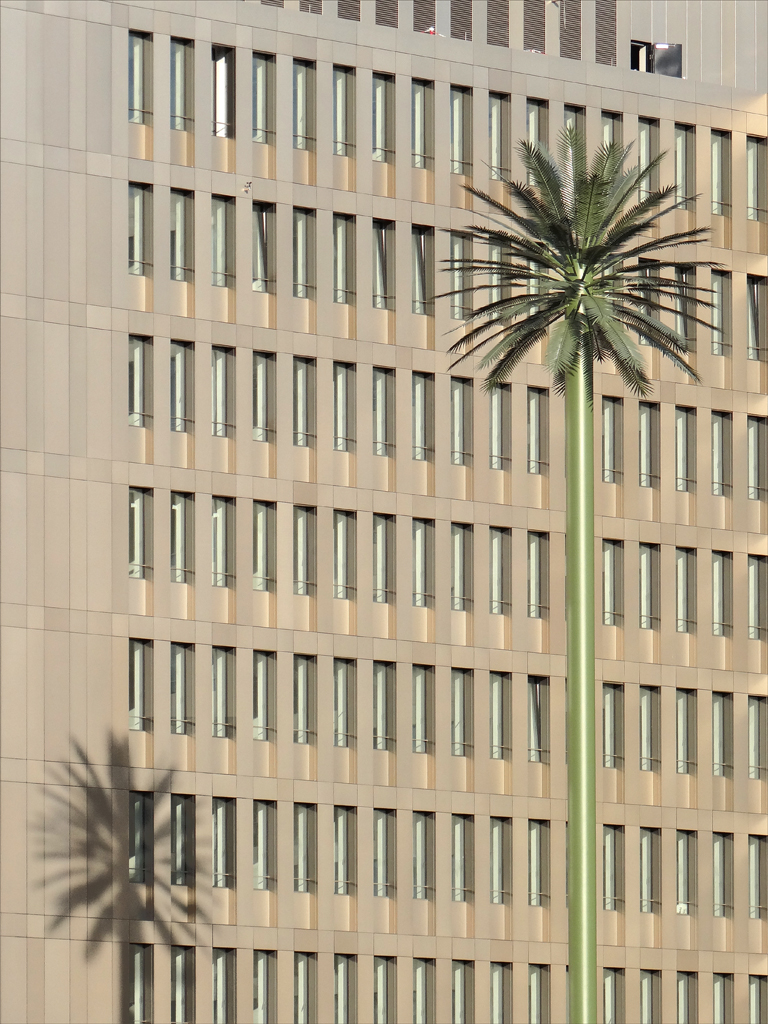
Eine der beiden Stahlpalmen (mit Schatten), 2013

Auf dem Gelände der neuen Zentrale des Bundesnachrichtendienstes in Berlin-Mitte wurde an insgesamt sieben Orten Kunst am Bau realisiert. 
Im Bereich der repräsentativen Vorfahrt des Hauptgebäudes befindet sich ein 9,6 m × 19,8 m × 4,2 m messender monolithischer Körper, das durch die geringe Auflagefläche optisch fast in die Schwebe geraten scheint. Die Skulptur ohne Titel aus Cortenstahl von 2013 ist eine Arbeit des Künstlers Stefan Sous, der erklärte: „Als autarkes, fremdes, unergründliches Ding gibt die Skulptur einen subtilen Hinweis auf die Funktion des BND: das Unbekannte Aufklären und die eigenen Geheimnisse wahren.“
Auf der Rückseite des Hauptgebäudes Richtung Pankepark stehen zwei 22 Meter hohe Palmen aus Stahl mit grünem Stamm und grüner Blattkrone. Das Kunstwerk mit dem Titel 0° Breite ist von Ulrich Brüschke und löste Spekulationen aus, ob dort Abhörtechnik installiert sei, weil es an als Bäume verkleidete Funkmasten erinnert.
Im Atrium 3 des Hauptgebäudes ist ein großer Schriftzug „Der letzte Weizen stand noch“ angebracht, im Atrium 1 „Es ist Nacht und der Budapester Bahnhof steht still und schön“. In den Übergängen zu den Torhäusern sind abstrakte, monochrome Farbfelder, die Decknamen ehemaliger Mitarbeiter (beispielsweise: schneewittchen) oder Orten (avus) zugeordnet sind.
Im Foyer der Wache Nord befindet sich eine Lichtinstallation aus weißen Leuchtstoffröhren der Künstlerin Barbara Trautmann.
Im Hof des Schul- und Internatstraktes befindet sich Baumgartens Geländer mit einem auf der Seite ruhenden Tisch von Monika Brandmeier. 
Ein Entwurf von Rainer Splitt sowie von Thomas Eller erreichte jeweils Platz 2 im Kunstwettbewerb.
In den Eingangsbereichen von Ausbildungsstätte und Dienstunterkünften der Südbebauung werden jeweils 100 Hinterköpfe gezeigt. Die Personen haben ein persönliches Geheimnis für 100 Jahre verwahren lassen. Eine Jahresanzeigentafel stellt dar, für wie viele weitere Jahre die Geheimnisse noch gewahrt sind. Das Kunstwerk stammt von Ulrike Böhme. Der Entwurf von Peter Zimmermann erreichte Platz 2 im Kunstwettbewerb.

## Bau

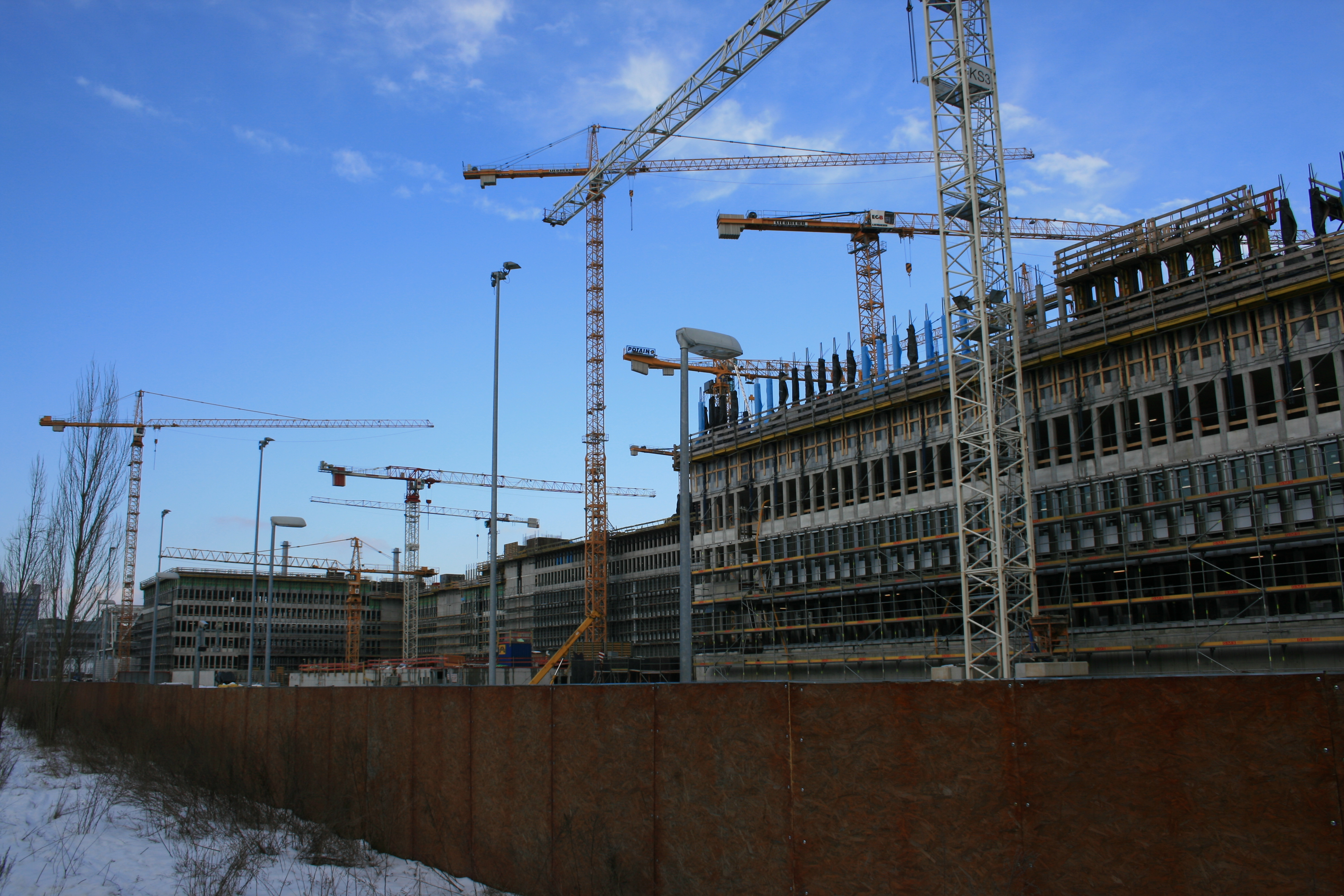
Baustelle der BND-Zentrale, Februar 2010

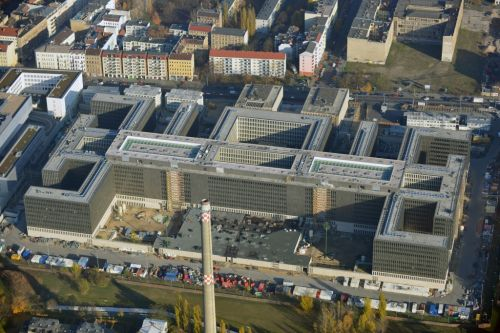
Luftaufnahme der BND-Zentrale im Bau, 2012

### Zeitraum
Die Bauzeit für den Gebäudekomplex begann am 19. Oktober 2006 mit dem ersten Spatenstich.
Anfang Juli 2011 veröffentlichte das Magazin Focus einen Bericht, wonach über ein Jahr zuvor Baupläne für die Berliner BND-Zentrale gestohlen worden seien. Diese Pläne sollten laut Medienberichten Darstellungen des Technik- und Logistikzentrums offenbaren, wie Notausgänge, Schleusen, Alarmanlagen, Türen- und Deckendicke, Kabelschächte sowie Antiterror-Einrichtungen. Daraufhin wurde eine Kommission eingerichtet, die den Vorfall untersuchte. Ein auch teilweiser Neubau der BND-Zentrale wurde jedoch vom Geheimdienstchef Ernst Uhrlau ausgeschlossen. Die veröffentlichten Pläne beträfen entgegen Medienberichten nicht das Herzstück der BND-Zentrale, sondern das Nordgebäude, in dem ein Parkhaus, die Energiezentrale sowie die Ver- und Entsorgung untergebracht seien. Die Baupläne seien im niedrigsten Geheimhaltungsgrad „VS – Nur für den Dienstgebrauch“ eingestuft.
Ende März 2014 zogen die ersten 174 Mitarbeiter in ihre neuen Büros. Sie kamen überwiegend aus der bisherigen Dienststelle in Berlin-Lichterfelde.
Am 8. Februar 2019 wurde die BND-Zentrale nach mehr als zwölf Jahren Bauzeit eröffnet. Die damalige Bundeskanzlerin Angela Merkel hielt eine Eröffnungsrede.

### Kosten
Die Gesamtkosten betrugen 1,085 Milliarden Euro zuzüglich der Grundstückskosten von 66,67 Millionen Euro. Im Einzelnen (nach DIN 276) kosteten Herrichtung und Erschließung 17,2 Millionen, die Konstruktion des Bauwerks 395,7 Millionen, die technischen Anlagen des Bauwerks 356,5 Millionen, die Außenanlagen 16,7 Millionen und die Ausstattung und Kunstwerke 2,3 Millionen Euro. Die Baunebenkosten, worin die Planungsleistungen und Rückstellungen für Rechtsstreitigkeiten eingerechnet wurden, betrugen 297,2 Millionen Euro. Die Bewachung während der Bauzeit kostete 8,6 Millionen Euro.
Die Baukosten veranschlagten Bundesregierung und BND zunächst auf 720 Millionen Euro. Zum Richtfest am 25. März 2010 an der Chausseestraße wurden die voraussichtlichen Kosten bereits auf 790 Millionen Euro beziffert.
Noch im April 2014 hatte Maak gelobt: „Die Kosten sind, verglichen mit anderen Großprojekten, im Rahmen geblieben: Das Bundesamt für Bauwesen und Raumordnung hatte mit Kosten von 720 Millionen Euro gerechnet, es wurden 912,4 Millionen – nicht mal 200 Millionen teurer als geplant.“
Die Gesamtkosten inklusive Umzugskosten gab der Bauherr Ende des Jahres 2013 mit 1,3 Milliarden Euro an. Im Dezember 2014 betrugen laut Regierungsauskunft die Gesamtbaukosten 1,04425 Milliarden Euro und die Gesamtausgaben inklusive Umzugskosten wurden auf 1,58885 Milliarden Euro geschätzt.

### Schäden
In der Nacht auf den 3. März 2015 demontierten Unbekannte auf der bewachten Baustelle fünf Wasserhähne im vierten bis sechsten Stockwerk des Neubaus. Das austretende Wasser flutete Teile des Gebäudes; die Feuchtigkeit drang in Zwischendecken, Kabelschächte und die Lüftung ein. Eine Decke brach teilweise durch. Der Schaden soll in die Millionen gegangen sein.
Darüber hinaus wurde über Pfusch am Bau und Probleme mit dem Lüftungssystem berichtet, die zu Bauverzögerungen führten.

## Umfeld
Der Abschnitt der Chausseestraße zwischen Schwartzkopffstraße und Liesenstraße bzw. zwischen Boyenstraße und Habersaathstraße erlebte mit Beginn der Arbeiten einen regelrechten Bauboom. Mehrere Wohnkomplexe und zahlreiche Gaststätten, Cafés, Pensionen und Hotels entstanden, das von Daniel Libeskind entworfene Gebäude Sapphire, die Wohnanlage The Garden Living und die Feuerlandhöfe. Am rückwärtigen Bereich des BND zur Scharnhorststraße wurden neue Wohnungen errichtet und der Grünzug an der Südpanke.